# Корьюс, Милица
Ми́лица Эли́забет Ко́рьюс (англ. Miliza Elizabeth Korjus; 18 августа 1909 — 26 августа 1980) — оперная певица (колоратурное сопрано) и актриса прибалтийского происхождения, исполнительница роли Карлы Доннер в американском музыкальном фильме «Большой вальс» (1938). За эту работу она была номинирована на премию «Оскар».

## Биография
Родилась в Варшаве, в семье офицера кадетского корпуса Артура Кристиана Корьюса из Эстляндии. Мать, дворянка Анна Гинтовт, потомок древнего литовского рода Гинтовтов-Дзевалтовских. По некоторым сведениям, сербское имя Милица было дано в честь великой княгини Милицы Черногорской.
В Первую мировую войну корпус перевели в Москву, где Эмилия (присвоенное ей в Москве имя) поступила в Елизаветинскую гимназию.

### В Киеве
После развода родителей, в 1918 году переехала с матерью и сестрами в Киев, где училась в музыкальной школе, пела со старшей сестрой Ниной в церковном хоре. С начала 1927 года — солистка украинской капеллы «Думка», с которой гастролировала по СССР.
Отец, узнав о творческих успехах Милы и скромном материальном положении для продолжения музыкального образования, предложил ей перебраться к нему в Эстонию.

### В Эстонии
В июне 1927 года Эмилия находилась на гастролях капеллы «Думка» в Ленинграде, впоследствии сумела пересечь границу с Эстонией и воссоединилась с отцом и младшим братом. Отец занимал пост заместителя начальника штаба эстонской армии. Благодаря связям отца будущая звезда начала обучаться вокалу у русских музыкантов и педагогов В. А. Маламы и С. И. Мамонтова, эмигрировавших из Советской России. Она выступала на сценах Тарту и Таллина (одним из партнёров по сцене у неё был Карл Отс, отец Георга Отса), однако эстонская музыкальная элита не приняла начинающую певицу. Тем не менее, спустя много лет, в 1970 году одна из пластинок, выпущенных в СССР, с её зарубежными записями (Д 27189-90) вышла в серии «Выдающиеся эстонские вокалисты» (эст. Eesti väljapaistvaid lauljaid).

### «Берлинский соловей»
В 1929 году Милица Корьюс вышла замуж за немецкого физика, доктора наук Куно Фёльша и поселилась с ним в Германии. В ноябре 1932 года у них родилась дочь Мелисса (чтобы её родить, Милица на короткое время вернулась в Таллин).
Актриса с успехом дебютировала в Магдебургской, а затем в Венской и Берлинской опере, в последней она выступала с перерывами до 1937 года, получив прозвище «Берлинский соловей». Там в 1936 году её заметил продюсер Ирвинг Тальберг и пригласил в Голливуд для кинопроб и возможного подписания контракта на десять лет. Милица отправилась в Голливуд с дочерью, но из-за скоропостижной смерти Тальберга была  вынуждена вернуться. Через некоторое время её снова пригласили приехать в Голливуд и без кинопроб приступить к съёмкам фильма «Большой вальс». Милица выехала из Германии с мужем и дочерью и с тех пор осталась жить в США.

## «Большой вальс»
Кинодебют Милицы Корьюс состоялся ещё в 1935 году в фильме Берлинской киностудии «Пражский студент», где она записала вокальную партию Юлии «Warum?».
В фильме «Большой вальс» она сыграла роль примадонны Венской оперы Карлы Доннер. Фильм вышел на экраны в 1938 году и имел оглушительный мировой успех.
В 1938—1940 годах была ведущей солисткой Метрополитен-опера. Много гастролировала.
На время оставила оперную сцену, чтобы сняться ещё в киноленте «Шандор Роза (Пушки и скрипки)», но за 2 недели до начала съемок 28 мая 1940 года в Мексике Милица Корьюс попала в автомобильную катастрофу и сломала ногу, что чуть было не закончилось ампутацией. По этой причине была вынуждена рано завершить сценическую карьеру.
В 1941—1944 годах жила в Мексике. Подлечившись, снялась в фильме «Рыцарь империи» (1942), однако пиком её кинокарьеры так и осталась роль Карлы Доннер.
С 1944 года проживала в США в пригороде Лос-Анджелеса Калвер-Сити. Занималась воспитанием дочери Мелиссы и сыновей Ричарда и Эрнста, изредка давала сольные концерты в США и Канаде.
С 1944 года жила отдельно от мужа Куно Фёльша.
В 1952 году вышла второй раз замуж за Вальтера Шектора.
Скончалась на 72-м году жизни в Калвер-Сити. Похоронена на Вествудском кладбище близ Лос-Анджелеса.

## Семья
Мать и сестра Милицы Корьюс Тамара погибли в блокадном Ленинграде.
Старшая сестра Нина осталась в Киеве. Пела в церковном хоре, была регентом церковного хора Никольского храма. Похоронена на Лукьяновском кладбище.
Младший брат Николай остался жить с отцом, умершим в 1936 году, в Таллине (из неподтверждённых источников: погиб в Норильлаге).
Первый муж — физик Куно Фёльш (Kuno Foelsch).
Второй муж — врач-терапевт Вальтер Шектор (Walter Shector).
Дочь актрисы, Мелисса Фолш (Foelsch) Уэллс — дипломат, заместитель генерального секретаря ООН (1993—1994), была послом США в Эстонии в 1998—2001 годах, послом США в Заире и других странах.
Сыновья, Ричард и Эрнст, в настоящее время проживают в США.